# 香城浪子
《香城浪子》（英語：Soldier of Fortune），香港電視廣播有限公司時裝劇集，全劇共30集，大量情節抄襲自日本漫畫《愛與誠》。男主角黃日華繼《過客》一炮而紅後，憑此劇更奠定一線小生的地位。梁朝偉於此劇首度正式演出，自此開始受到矚目。劇中主角韋樂的口頭禪「吹乒乓」亦成為當年流傳一時的流行語。

## 故事大綱
以二十世紀三十年代的香港為背景，香城浪子講述社會底層與高等華人之間的鬥爭衝突，還有一段蕩氣迴腸的愛情故事。
應子輝（湯鎮業飾）與潘曉彤（莊靜宜飾）為青梅竹馬，且雙方父親應斐航、潘啟鏗都是高等華人，兩人自小就被視為理想的一對。
大學的迎新會上，曉彤遇見幼時的救命恩人韋樂（黃日華飾），得知樂當年因為營救自己，引致家破人亡，終日在九龍城寨打打殺殺謀生存。為了報恩，曉彤懇求父親設法令樂進入大學，企圖幫其改過自新。
樂入大學後，不斷受子輝等一干同學蔑視排擠。因此樂經常搗蛋，並故意使曉彤難堪。但曉彤慢慢發現樂本性善良，仍一心一意幫助樂，並慢慢被樂所吸引。久而久之，樂開始受曉彤的心意感動，兩人更突破家庭背景的隔閡，開始相戀。樂亦發覺室友應子謙（梁朝偉飾）雖為子輝之弟，但為人謙和善良，故與他結為好友。
曉彤為讓父親應允兩人交往，苦心勸說樂專心念書。樂為使曉彤驚喜，表面上裝作蠻不在乎，實則暗自偷偷用功。豈料樂本身程度相差太遠，期考成績仍舊不佳。曉彤誤會樂不肯上進，對樂心灰意冷。樂眼見曉彤不諒解自己，意氣之下離開大學……

## 演員表
- 黃日華 飾 韋　樂
- 莊靜而 飾 潘曉彤
- 湯鎮業 飾 應子輝
- 梁朝偉 飾 應子謙
- 黃曼凝 飾 周月華
- 林建明 飾 方若萍
- 劉兆銘 飾 潘啟鏗
- 傅玉蘭 飾 汪詠儀
- 羅　強 飾 周阿水
- 嚴秋華 飾 江志森
- 關灼元 飾 歐陽能
- 關禮傑 飾 周國偉
- 江　毅 飾 李舍監
- Anders Nelsson 飾 Robinson / 校　長
- 李揚道 飾 楊　根
- 霍潔貞 飾 阿　梅
- 陳安瑩 飾 李美娟
- 黃婉容 飾 阿　珊
- 謝明莊 飾 手下甲
- 劉偉海 飾 手下乙
- 陳榮輝 飾 大漢甲
- 麥子雲 飾 大漢乙
- 馮錦璋 飾 少年韋樂
- 馮志豐 飾 童年韋樂
- 李嘉豪 飾 幼年韋樂
- 何璧堅 飾 老　伯
- 談泉慶 飾 樂　父
- 上官玉 飾 樂　母
- 曾楚霖 飾 昌　叔
- 李嘉穎 飾 童年曉彤
- 林俊賢 飾 李國松/文　員
- 周星馳 飾 學　生/舊　生
- 吳鎮宇 飾 學　生
- 吳廷燁 飾 學　生
- 歐陽震華 飾 學　生
- 張兆輝 飾 學　生
- 江志深 飾 學　生
- 吳志強 飾 學　生/Mr Brown秘書
- 秦覺廉 飾 學　生
- 駱　恭 飾 應斐航
- 馮瑞珍 飾 三　姐
- 白　蘭 飾 阿　蘭/工　人/蘭　姐
- 吳華山 飾 阿　炳
- 戴志偉 飾 阿　程
- 陳麗雲 飾 李太太
- 源子才 飾 阿　松
- 虞天偉 飾 阿　堂
- 盧彩媚 飾 Lisa
- 霍家慶 飾 Richard
- 許堅信 飾 阿　力
- 曹　濟 飾 阿　明
- 藍　天 飾 洪　發
- 謝　虹 飾 阿　九
- 林文偉 飾 洪手下甲/阿　忠
- 鄭藩生 飾 洪手下乙/阿　權
- 葉麗霞 飾 鄭玲玲
- 方　州 飾 陳先生
- 胡美儀 飾 陳太太
- 盧國偉 飾 韋手下/阿　文
- 蔡文生 飾 洪發手下
- 陳志強 飾 洪手下
- 方偉明 飾 韋手下
- 黃素媚 飾 護士甲/賓　客
- 徐淑芳 飾 護士乙
- 陳中堅 飾 榮　叔
- 鄧汝超 飾 醫　生/人力車伕
- 陳嘉儀 飾 護　士
- 黃家駒 飾 Mr Brown
- 甄茂強 飾 紳士甲
- 陳佗生 飾 紳士乙/跌打醫生
- 譚一清 飾 周紳士
- 孫鏡鴻 飾 王警司
- 陳　東 飾 坐堂幫/司　儀
- 林麗心 飾 Mr Brown秘書
- 陳耀強 飾 應家司機
- 李建川 飾 David
- 許逸華 飾 小　紅
- 余文炳 飾 神　父
- 劉偉海 飾 賓　客
- 劉紅芳 飾 賓　客/舊　生/秘　書
- 王念慈 飾 賓　客/護　士
- 羅佩 飾 肥女人
- 陳石雄 飾 記　者
- 方偉明 飾 西裝友
- 謝子楊 飾 酒店Gaptain
- 徐曼華 飾 賓　客
- 劉妙玲 飾 賓　客
- 劉國誠 飾 阿　貴
- 姜偉光 飾 洪發手下
- 洪志明 飾 伙　計
- 劉權樞 飾 公寓伙計
- 麥麗紅 飾 賓　客
- 陳嘉賢 飾 賓　客
- 凌　漢 飾 車先生
- 池佩芬 飾 歌　星
- 陳柏燊 飾 韋司機
- 基保羅 飾 Mr Ray
- 何顯銳 飾 杜醫生
- 李岳榮 飾 經　理
- 覃伯洪 飾 局　長
- 何廣倫 飾 打　手
- 何禮男 飾 打　手
- 石中玉 飾 職　員
- 梁　林 飾 殺　手
- 吳殷志 飾 張老闆
- 徐隸生 飾 管　房
- 劉耀樞 飾 大漢甲
- 吳志強 飾 大漢乙
- 黎壁光 飾 大漢丙
- 何淑芬 飾 女　童
- 方偉明 飾 手下甲
- 謝明莊 飾 手下乙
- 劉偉海 飾 手下丙
- 韓　江 飾 沈　伯
- 吳玉壽 飾 警察甲
- 羅　鴻 飾 警察乙
- 梁克舜 飾 警察丙
- 陳石雄 飾 警察丁
- 吳傅君 飾 警　察
- 馮錦璋 飾 報　童
- 吳國財 飾 打手甲
- 焦世瑛 飾 打手乙
- 陳志榮 飾 打手丙
- 陸文俊 飾 大漢甲
- 楊三倫 飾 大漢乙
- 羅　鴻 飾 大漢丙

## 電視節目的變遷
| 英屬香港無綫電視翡翠台 星期一至五 20:30-21:30 | 英屬香港無綫電視翡翠台 星期一至五 20:30-21:30 | 英屬香港無綫電視翡翠台 星期一至五 20:30-21:30 |
| --------------------------------------------- | --------------------------------------------- | --------------------------------------------- |
|                                               | 香城浪子 (1982.9.27-1982.11.5)                |                                               |
| 十三太保 (1982.8.30-1982.9.24)                | 馬可波羅 (1982.11.8-1982.11.12)               |                                               |

1. ↑  講劇時辰到. . Facebook.   [2023-05-03]. （原始内容存档于2023-05-03）. （页面存档备份，存于）